# والتر جورج براون
والتر جورج براون هو سياسي كندي، ولد في 6 سبتمبر 1875 في هنشنبروك في كندا، وتوفي في 1 أبريل 1940. انتخب عضو مجلس العموم الكندي.